# Yamaha Motor Company
Yamaha Motor Company är ett företag grundat av japanska Yamaha Corporation som grundades av Torakusu Yamaha. Efter att Yamaha Corporation blivit världens största pianotillverkare utvecklade den dåvarande verkställande direktören Genichi Kawakami företaget genom att skapa Yamaha Motor Company. 1 juli 1955 startade Yamaha sin motortillverkning och första produkten blev en motorcykel. 2023 var Yamaha världens tredje största motorcykeltillverkare, med 4,83 miljoner sålda motorcyklar.
Yamaha Corporation är den största aktieägaren (12,21 %) i Yamaha Motor Company. Trots att det inte är ett dotterbolag delar man logotypen och på många faciliteter. Däremot är det en viss skillnad på hur man skriver Yamaha i logotypen; Yamaha Motor Company använder ett annat M. M:et i Yamaha Motor Company går ända ner till baslinjen medan det inte gör det på Yamaha Corporation.
Sedan första motorcykeln har Yamaha expanderat inom olika delar av motorindustrin. Företaget tillverkar bland annat mopeder, motorcyklar, båtmotorer, vattenskotrar, snöskotrar, gräsklippare, snöslungor, elverk och golfbilar. Av kuriosaprodukterna kan nämnas en tvåhjulig tvåhjulsdriven motorcykel med delar från till exempel Öhlins. Yamaha har också varit med och utvecklat den kompakta V8-motorn i Volvo XC90.
Företaget har sitt huvudkontor i Iwata, Shizuoka prefektur, Japan.

## Tillverkning av motorbåtar
Dotterbolaget Yamaha Motor Europe NV köpte 2017 de två finländska motorbåtstillverkarna Buster Boats i Etseri och Yamarin i Reso av Fiskars respektive det då Kesko-ägda Konekesko.

## Motorcyklar

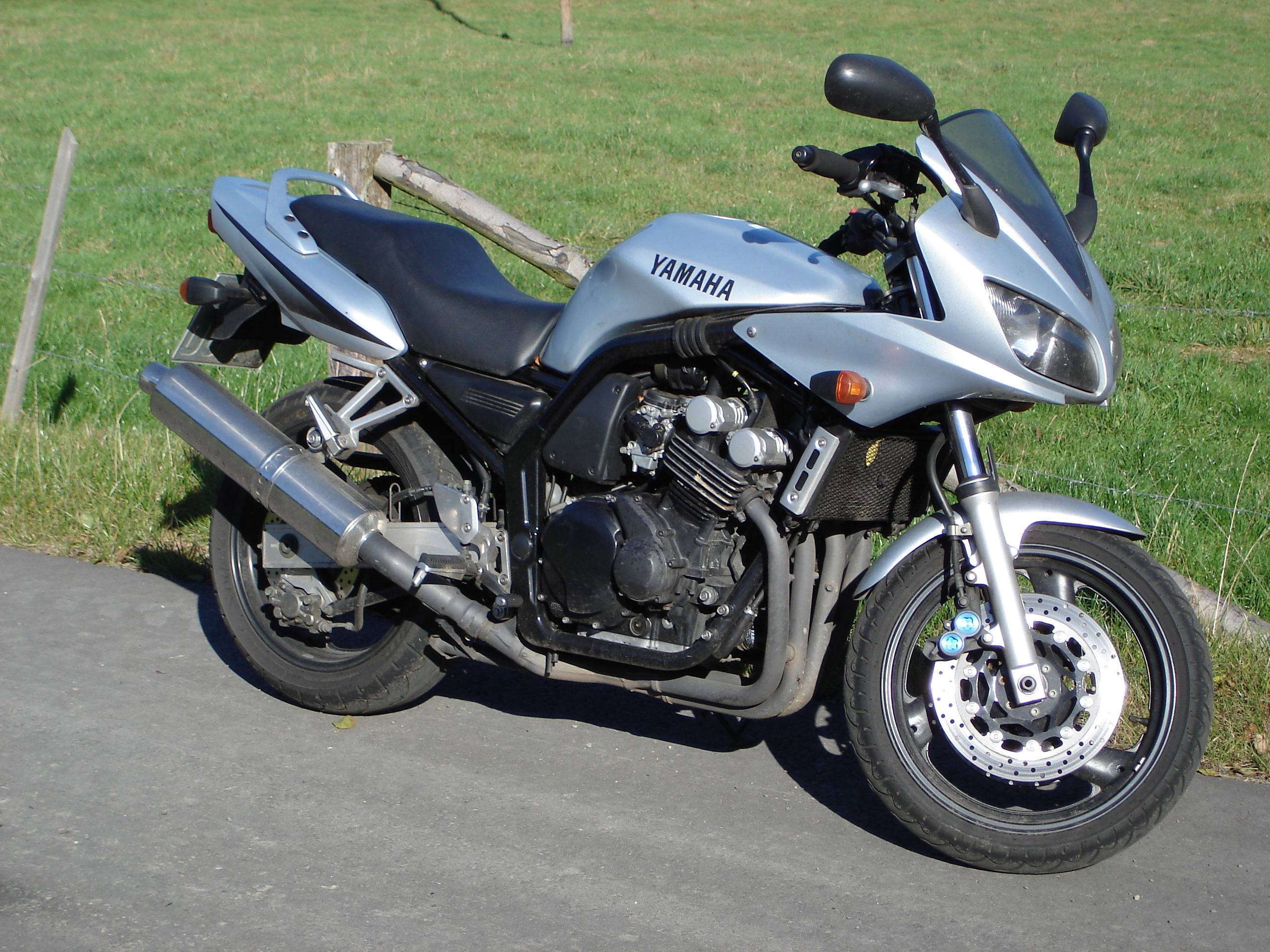
Yamaha FZS600 Fazer.

Yamaha Motor Company tillverkar eller har tillverkat bland annat följande motorcykelmodeller:
- Yamaha Dragstar 650
- Yamaha DT125
- Yamaha FZR
- Yamaha FZS600 Fazer[6]
- Yamaha SRX600
- Yamaha V-max
- Yamaha Wildstar
- Yamaha XS650 [7]
- Yamaha XT 125 R
- Yamaha YBR 125
- Yamaha YZ
- Yamaha YZ85
- Yamaha YZF-R1
- Yamaha YZF-R6
- Yamaha YZF-R125

## Övriga produkter
- Yamaha mopeder
- Yamaha båtmotorer
- Yamaha snöskotrar
- Yamaha fyrhjulingar fyrhjulingar/terränghjulingar
- Yamaha elverk

## Racing

### Motorcykel
Yamaha är ett av de mest framgångsrika märkena inom roadracingsporten med otaliga VM-tecken. 

#### MotoGP/500
I den högsta klassen tog Yamaha sitt första VM-tecken 1974 och har sedan dess tagit 15 inteckningar i VM. Åren var 1974, 1975, 1986, 1987, 1988, 1990, 1991, 1993, 2000, 2005, 2008, 2009, 2010, 2012 och 2015.
Totalt 15 förstaplatser sedan 1949 i den högsta klassen. Detta placerar Yamaha på tredje plats efter MV Agusta och Honda.

#### 350cc
I 350cc-klassen har Yamaha 5 inteckningar till 1982 då klassen lades ned. Dessa segrar togs mellan 1973 och 1977.

#### 250cc
I 250cc-klassen har Yamaha 14 inteckningar fram till 2002 och är därmed tvåa efter Honda. Yamaha vann, 1964, 1965, 1968, 1970, 1971, 1972, 1973, 1974, 1977, 1982, 1983, 1984, 1990, 2000.

#### 125cc
Yamaha har tagit fyra VM-tecken i Roadracing 125cc; åren var 1967, 1968, 1973 och 1974.

#### Superbike
Yamaha har vunnit Superbike en gång och det var år 2007 då Noriyuki Haga förde Yamaha-stallet till sin enda vinst.
Noriyuki Haga körde från 2005 en Yamaha i Superbike. På sin R1:a har han slutat 3:a i mästerskapet både 2005 och 2006 och blev sedan tvåa 2007. Corser kom två på en Yamaha året efter och året därefter vann Ben Spies på en Yamaha.

### Bil
Yamaha var tidigare leverantör av motorer till formel 1-stallen Arrows, Brabham, Jordan, Tyrrell och Zakspeed.